# 長旗鱂
長旗鱂，為輻鰭魚綱鳉形目鰕鱂亞目鰕鱂科的其中一種，為熱帶淡水魚，分布於非洲加彭流域，體長可達5公分，棲息在多丘陵且雨林覆蓋的溪流底中層水域，生活習性不明，可作為觀賞魚。

## 擴展閱讀
維基物種上的相關：長旗鱂